# Paul Gerdt

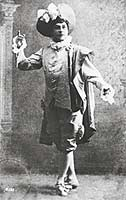
Paul Gerdt

Paul Gerdt (egentligen Pavel Andrejevitj Gerdt), född 22 november 1844, död 30 juli 1917, var en rysk balettdansör och koreograf. Han dansade vid bland annat kejserliga teatern och Mariinskijteatern Far till Jelizaveta Gerdt.